# Gautieria otthii
Gautieria otthii är en svampart som beskrevs av Trog 1857. Enligt Catalogue of Life ingår Gautieria otthii i släktet Gautieria,  och familjen Gomphaceae, men enligt Dyntaxa är tillhörigheten istället släktet Gautieria,  och familjen Ramariaceae. Arten är reproducerande i Sverige. Inga underarter finns listade i Catalogue of Life.